# 千代田銀行
株式會社千代田銀行（ちよだぎんこう、1897年6月10日 設立 - 1908年6月23日 任意解散）は、かつて存在した日本の銀行である。財閥解体のためにかつて1948年（昭和23年） - 1953年（昭和28年）の期間、「株式会社千代田銀行」と改称していた三菱銀行（現在の三菱UFJ銀行）とは関係がない。

## 略歴・概要
1897年（明治30年）6月10日、東京府東京市（現在の東京都）に設立された。頭取に細川興貫（子爵）、専務取締役に堀親篤（子爵）、取締役に有馬頼之（子爵）、大岡忠明（子爵）、阿部正敬（子爵）がそれぞれ就任する。華族の経営する銀行として話題になった。
1899年（明治32年）1月10日に発行された『日本紳士録 第五版』の北岡文兵衛の項に「千代田銀行頭取」と記載されており、それ以前のある時期に、北岡が頭取に就任しており、この記述は1901年（明治34年）4月25日発行の『日本紳士録 第七版』まで続く。同年上半期には、3,058円32銭6厘の営業損失を計上する。1902年（明治35年）11月29日、茨城県の谷田部銀行（1901年4月7日設立）を「千代田貯蔵銀行」と改称、千代田銀行専務取締役の堀が頭取に就任して傘下におさめる。
1907年（明治40年）2月3日、八王子第七十八銀行（1909年解散）が臨時休業に至り、同月17日から休業に入った葛飾銀行（のちの東京商業銀行、1932年解散）同様、千代田銀行も同月19日から同年3月3日まで、連鎖休業をするに至る。
1908年（明治41年）6月23日、任意解散した。千代田貯蔵銀行も同日任意解散した。解散時点では、堀は千代田銀行専務、千代田貯蔵銀行頭取、設立当初の頭取であった細川はいずれにおいても取締役であった。解散後、堀親篤は引退し堀家の家督は堀秀孝が相続したため、「華族子爵堀秀孝対株式会社千代田銀行破産管財人不動産強制執行異議事件」が起き、大正年間まで争われた。

## 千代田貯蔵銀行
株式會社千代田貯藏銀行（ちよだちょぞうぎんこう、1901年4月7日 設立 - 1908年6月23日 任意解散）は、かつて存在した日本の銀行、貯蓄銀行である。設立時の名称は株式會社谷田部銀行（やたべぎんこう）。
1901年（明治34年）4月7日、茨城県に「谷田部銀行」として設立、翌1902年（明治35年）6月5日には、東京府に移転している。同年11月29日、千代田貯藏銀行と改称、頭取に千代田銀行の堀親篤が就任する。1908年（明治41年）6月23日、千代田銀行とともに任意解散した。